# Technik leśnik
Technik leśnik – tytuł zawodowy nadawany absolwentom technicznych szkół średnich, po uzyskaniu pozytywnych wyników z egzaminów potwierdzających kwalifikacje.
Absolwent szkoły kształcącej w zawodzie technik leśnik powinien być przygotowany do wykonywania następujących zadań zawodowych:
- Prowadzenie prac związanych z ochroną lasu,
- Prowadzenie prac związanych z hodowlą lasu,
- Prowadzenie gospodarki łowieckiej,
- Prowadzenie działań związanych z ochroną przyrody, turystyką i edukacją,
- Wykonywanie prac pomiarowych i szacunkowych w drzewostanach,
- Organizowanie prac związanych z użytkowaniem zasobów leśnych[1].

Kwalifikacje wyodrębnione w zawodzie technik leśnik po reformie oświaty z 2017 roku:
- Ochrona i zagospodarowanie zasobów leśnych (RL.13)
- Użytkowanie zasobów leśnych (RL.14)[2]